# Elke Sehmisch
Elke Sehmisch (Alemania, 4 de mayo de 1955) es una nadadora alemana retirada especializada en pruebas de estilo libre, donde consiguió ser subcampeona olímpica en 1972 en los 4 x 100 metros estilo libre.

## Carrera deportiva
En los Juegos Olímpicos de Múnich 1972 ganó la medalla de plata en los 4 x 100 metros estilo libre, con un tiempo de 3:55.55 segundos, tras Estados Unidos (oro) y por delante de Alemania Occidental (bronce), siendo sus compañeras de equipo: Andrea Eife, Kornelia Ender y Gabriele Wetzko.